# Rio Peene

O rio Peene é um rio da Alemanha. O Westpeene, Kleine Peene e Ostpeene desaguam no Kummerower See, e de lá como Peene vaai para Anklam e para a lagoa Oder.
O ramo oeste do rio Oder, o qual separa a Ilha de Usedom da Alemanha continental, é frequentemente chamado de Peene, mas na verdade é considerado parte do mar Báltico, chamado de rio Peenestrom. Ele é um dos três canais ligando a lagoa Oder com a baía da Pomerânia do mar Báltico (os outros canais entre o rio Świna e o rio Dziwna).
As maiores cidades banhadas pelo Peene são Demmin e Anklam.

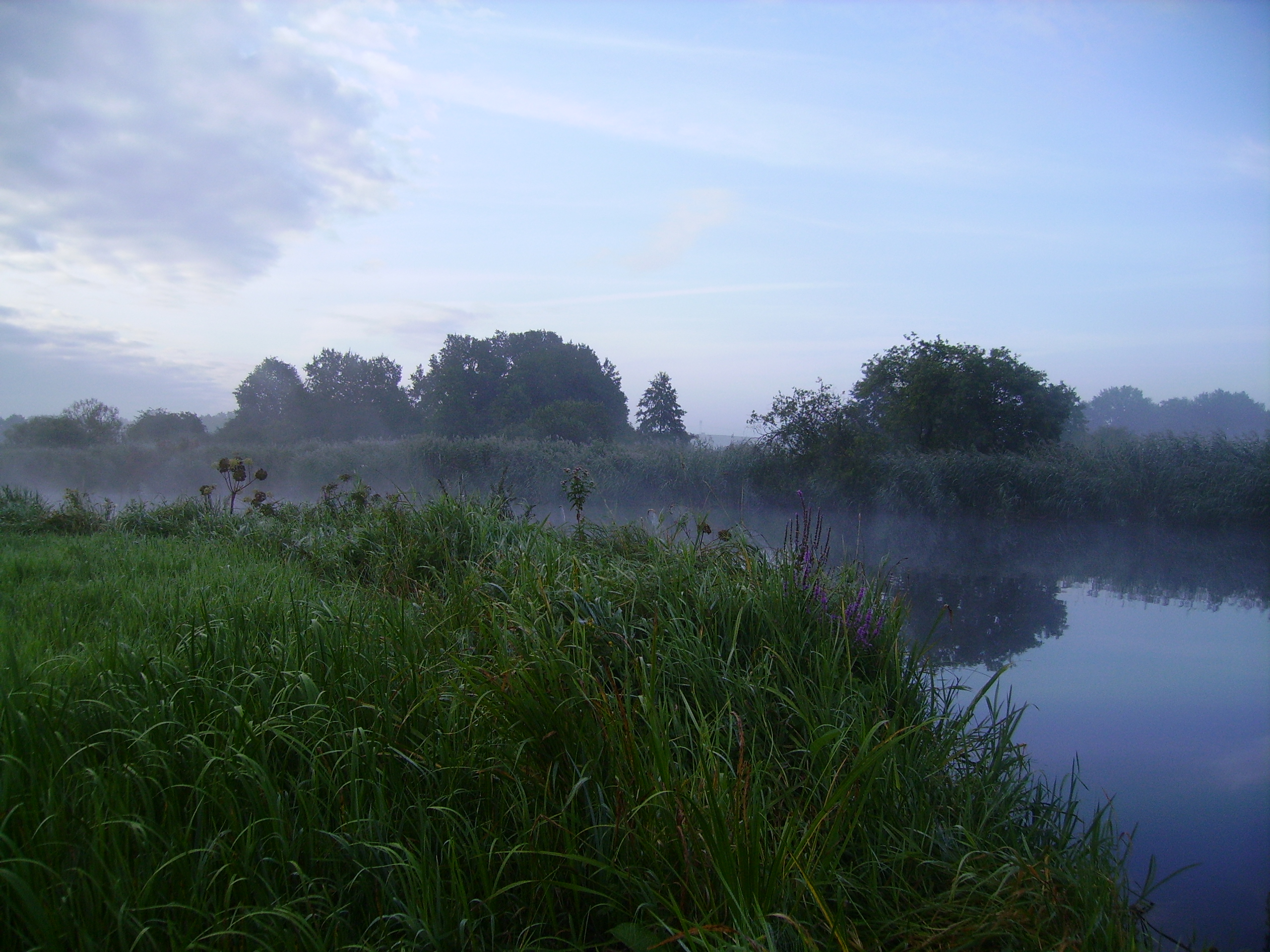
Rio Peene entre Verchen e Demmin.
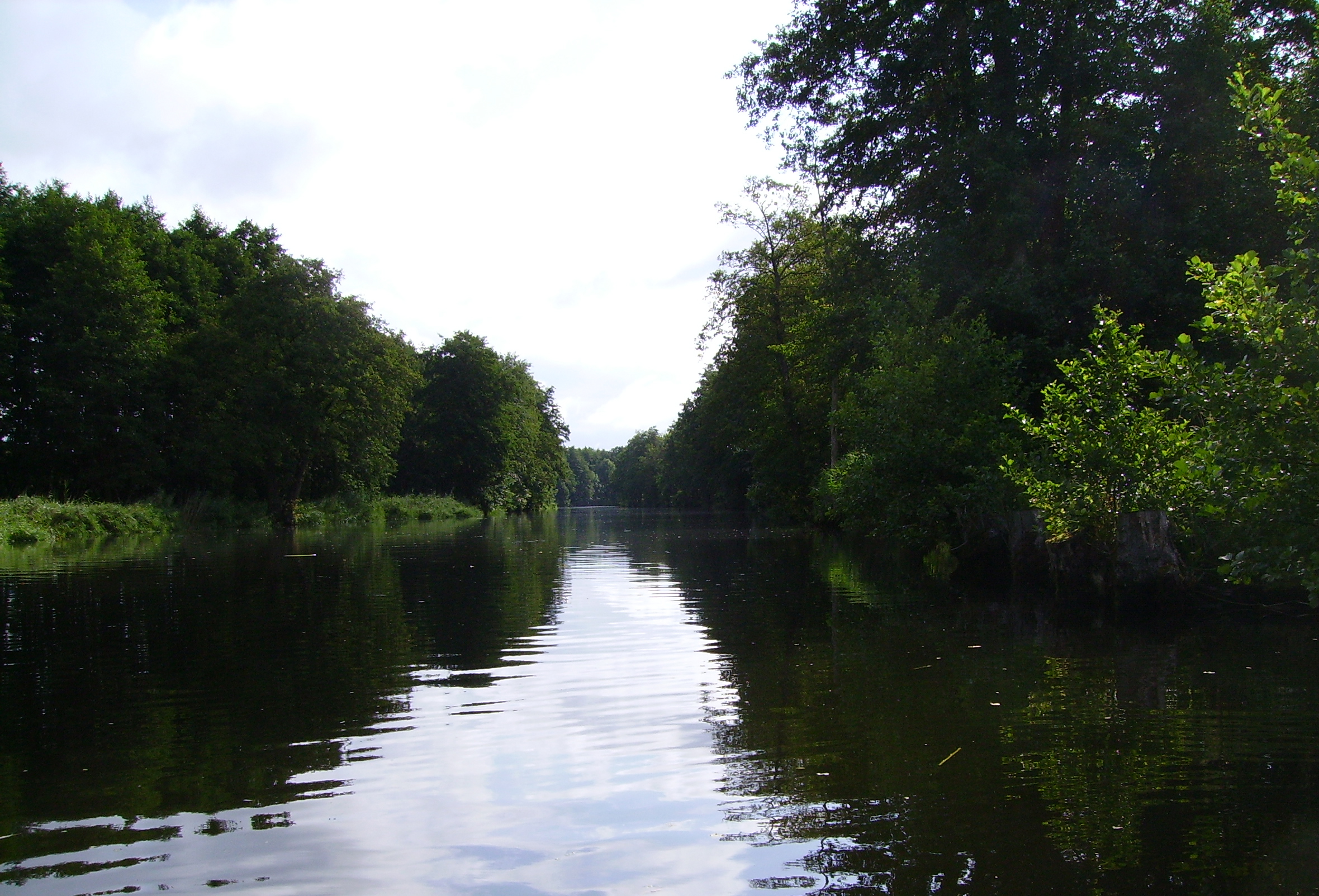
Rio Peen próximo a Jarmen.
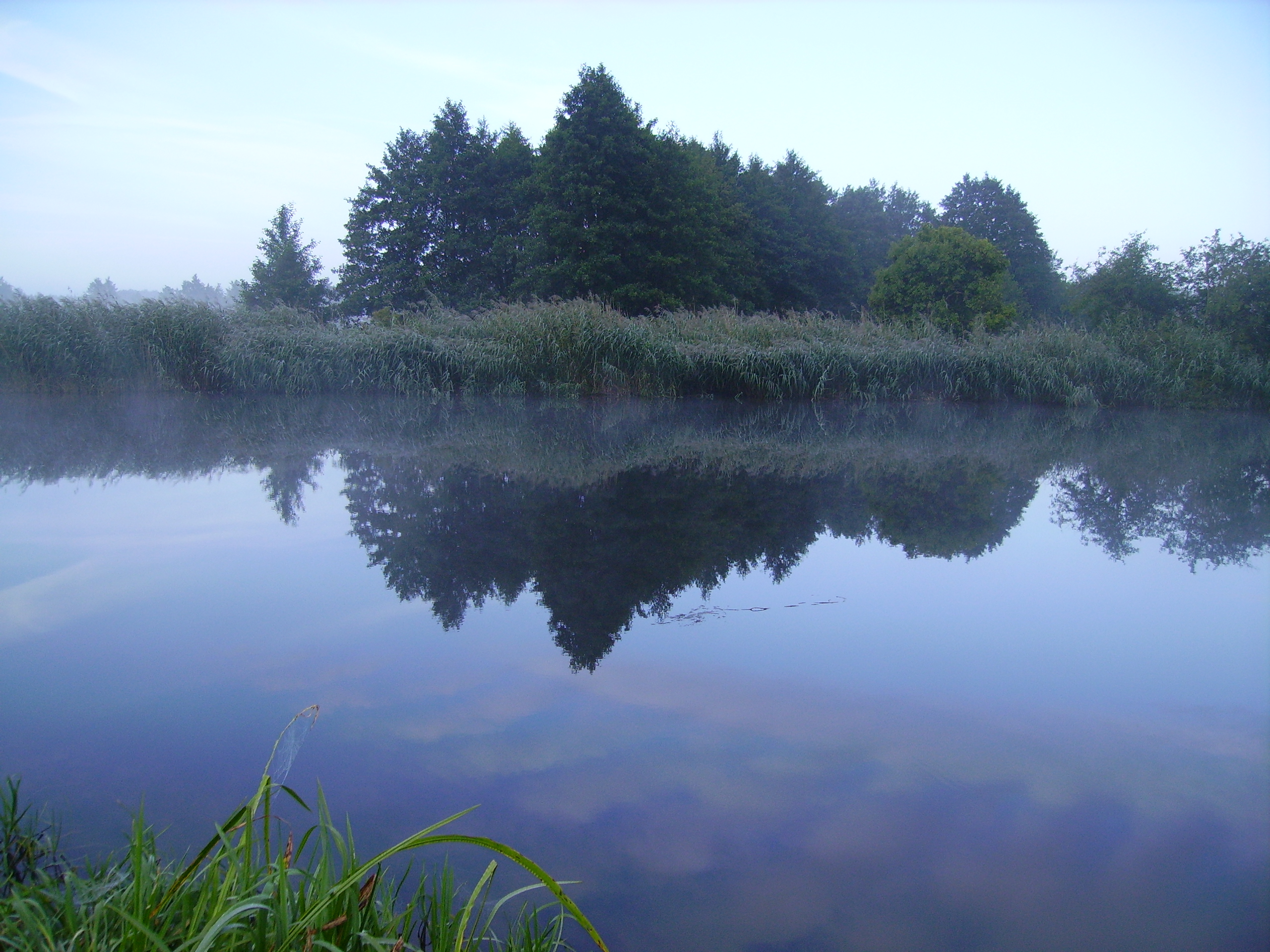
Rio Peene perto de Loitz.